# 艇
艇是一種在水面滑行或飄浮的中小型船，通常排水量低於500噸，在內陸水域（湖泊或河流）或沿海地區航行，不過也有設計作近海航行的，如捕鯨划艇。根據傳統航海术语定義，艇是「体积小至可被其他船隻裝載的物體」，因此潜水器也算作艇的一种。不過現今已有不少小船如內河船、湖船、渡輪的體積已大至不可被其他船隻裝載。
在军事上，通常排水量小于1000吨的海军水面载具称作艇，超过1000吨的称作舰；而水下载具则统称潜艇。

## 种类
艇可以被分为两大类:
- 无动力艇

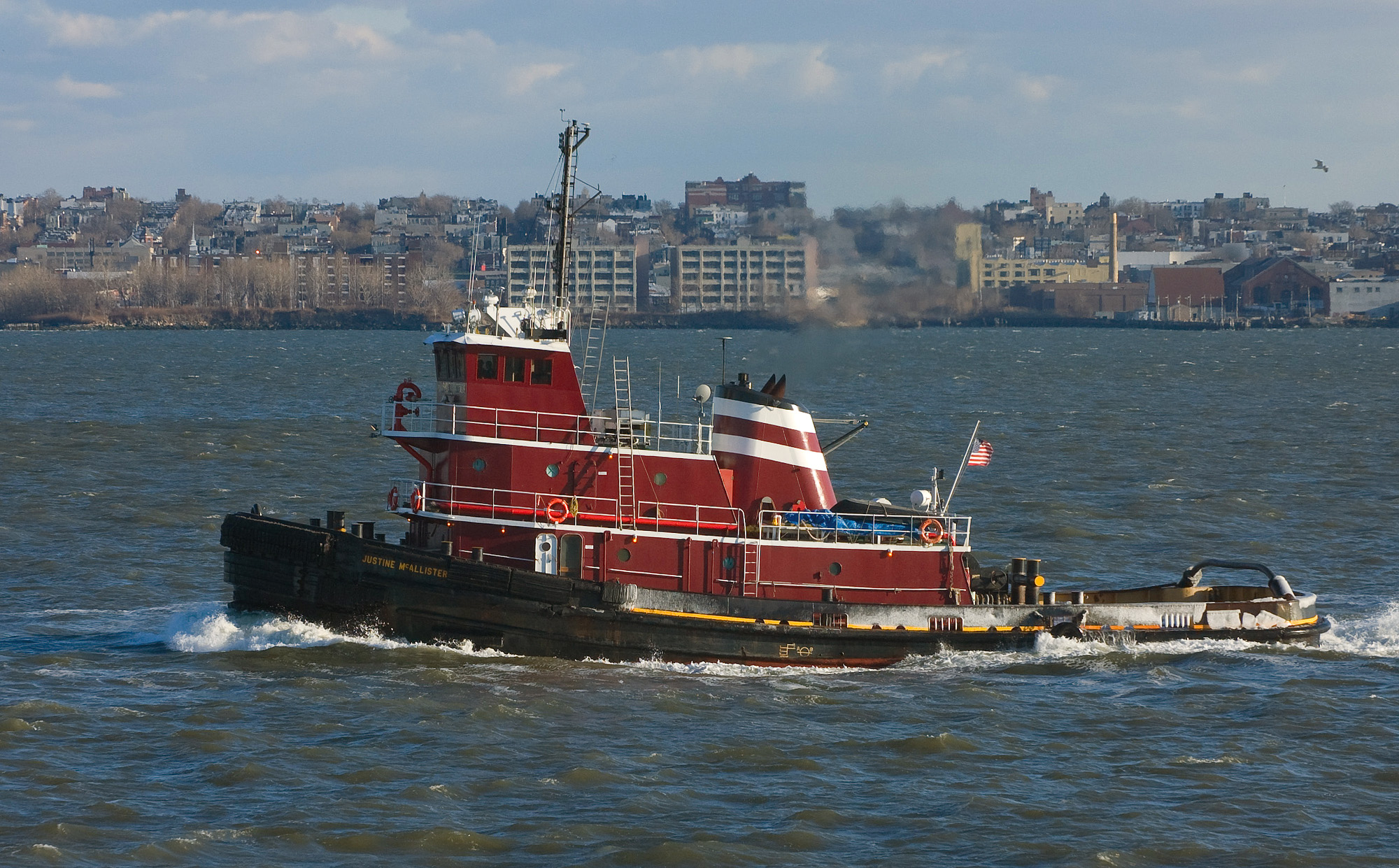
用来推动或拖动更大船只的拖船

  - 竹筏：无动力艇的典型代表，不需要额外动力只能向下游漂流航行
  - 人力艇：依靠人力驱动航行，包括独木舟、皮艇等
  - 帆艇 ：以风帆获取风力驱动航行的艇

- 动力艇
  - 马达快艇：在船尾装挂舷外螺旋桨发动机的一种高速轻型动力艇
  - 喷射快艇：由水泵将水流从船尾喷出推动的小船
  - 风扇艇：一种用螺旋桨反吹空气推进的平底船

## 结构
艇主要有船身、甲板、机舱和龙骨的部件组成。其中船身需要符合浮力原理，保证艇可以浮在水面上。而一般一艘艇只会有一个甲板，机舱用于安置动力驱动装置和燃料，龙骨则用来固定整艘艇的框架。

结构： 1- 烟囱, 2- 船尾, 3- 螺旋桨和舵, 4- 舷, 5- 锚, 6- 球状船首, 7- 船头, 8- 甲板, 9- 上层建筑 (工程)

## 动力
艇的动力来源通常如下:

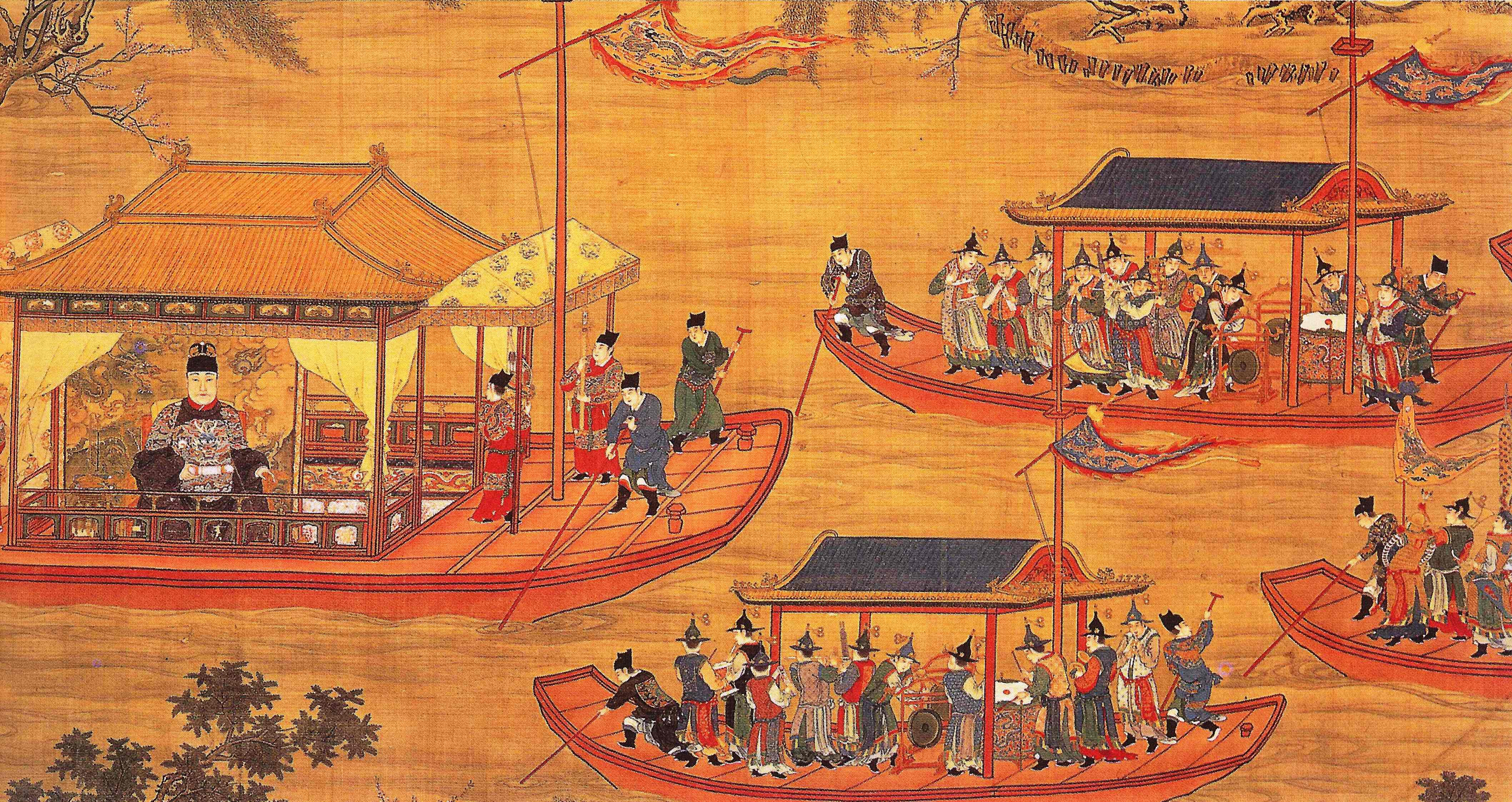
明朝嘉靖年间描绘乘船的绘画

- 人力（无固定支点或有固定支点的手划艇等等）
- 风力（帆船）
- 发动机驱动螺旋桨
  - 内置发动机
    - 内燃机（汽油，柴油）
    - 蒸汽机（煤，燃油）
    - 核动力（一些海军舰艇和潜艇）

  - 外置发动机
    - 电能

  - 明轮
  - 喷射机（摩托艇，喷射艇）
  - 风机（气垫船）

### 履带驱动
早期有一种罕见的类似于将坦克或履带车上的履带驱动驱动装置安装到小艇上的动力驱动装置。

## 体育赛事
赛艇是奥林匹克运动会的传统比赛项目之一，由一名或多名桨手坐在赛艇上,通过桨和桨架之间的简单杠杆作用进行划水,使赛艇前进的一项水上运动。

## 图片

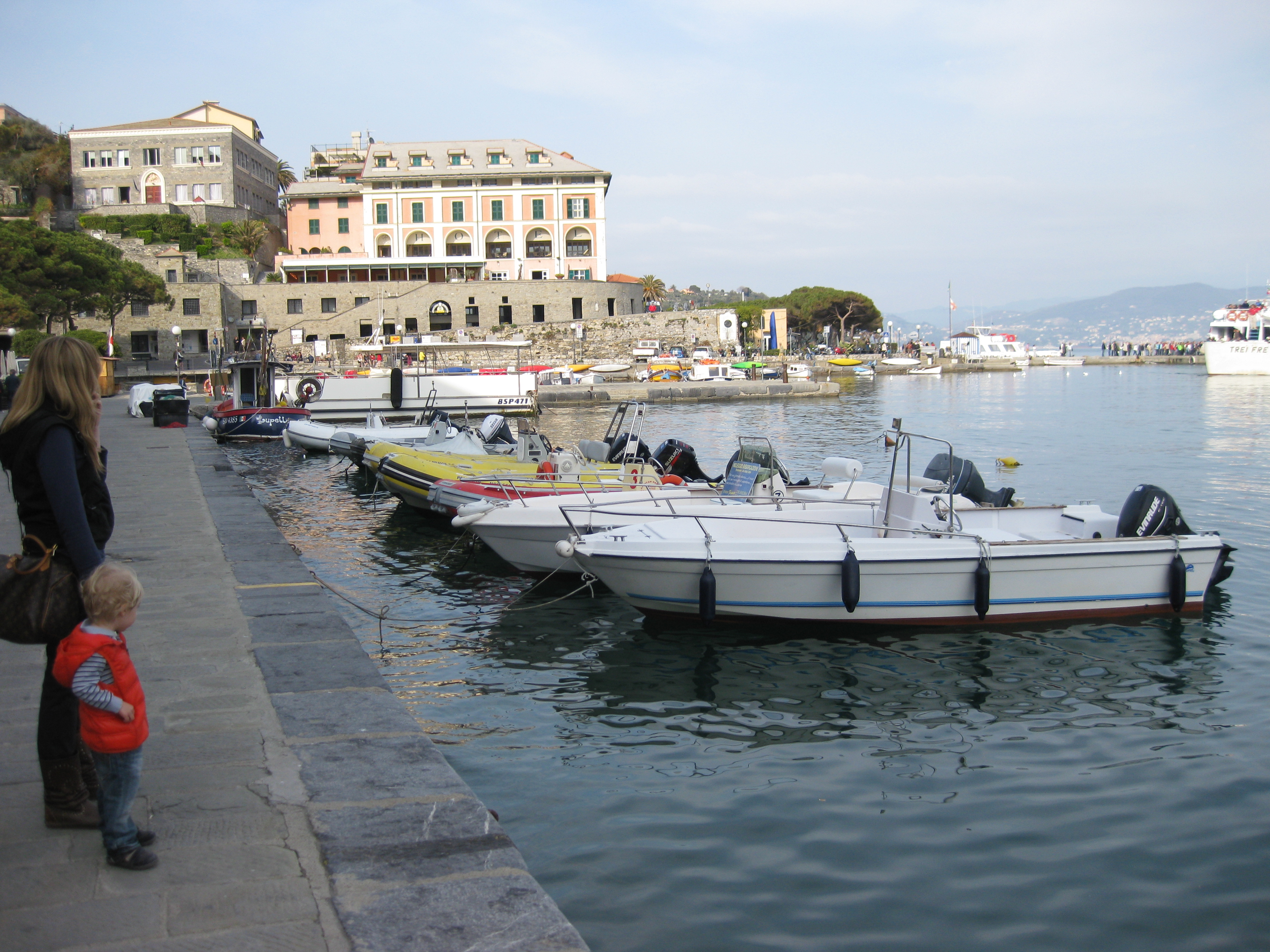
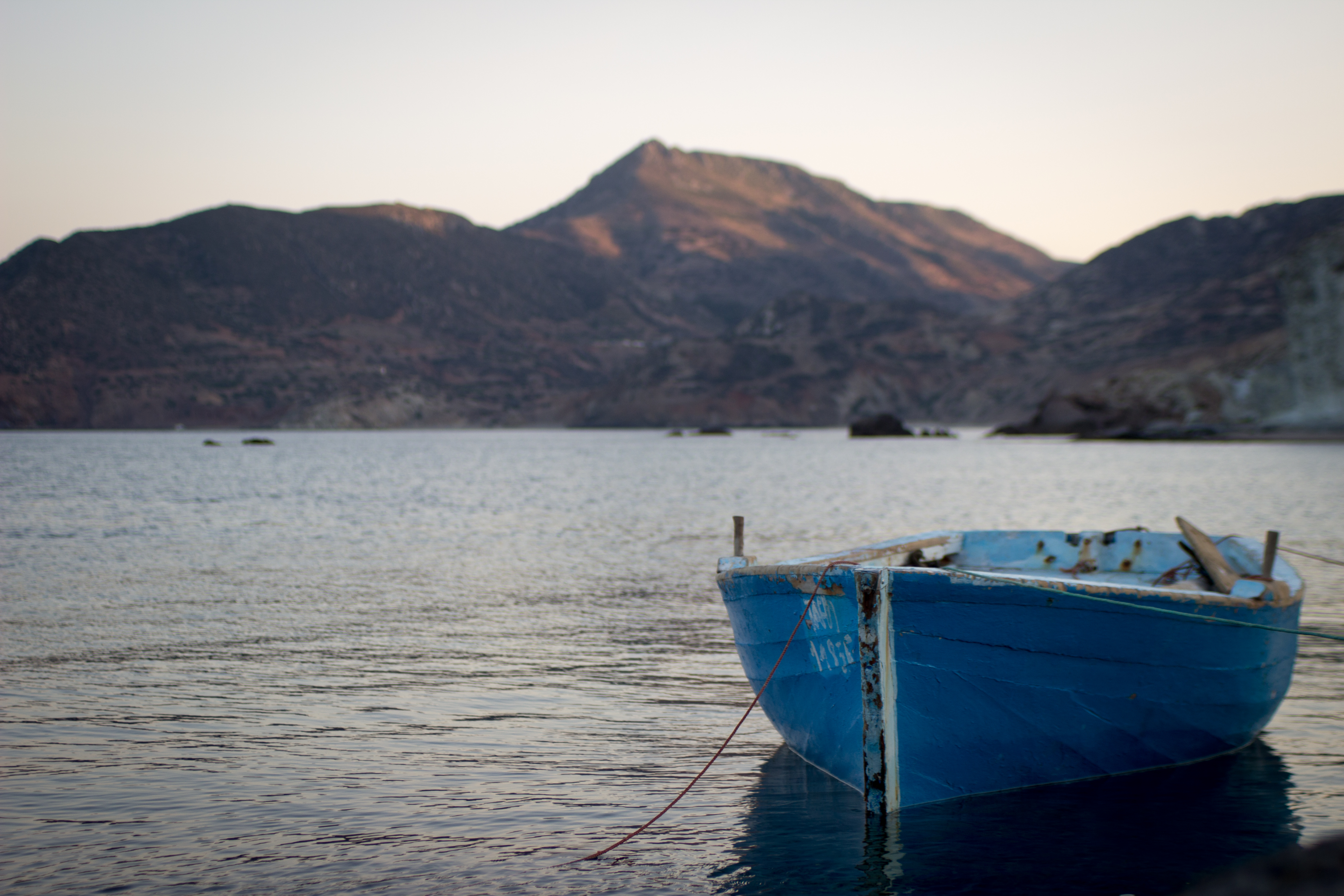
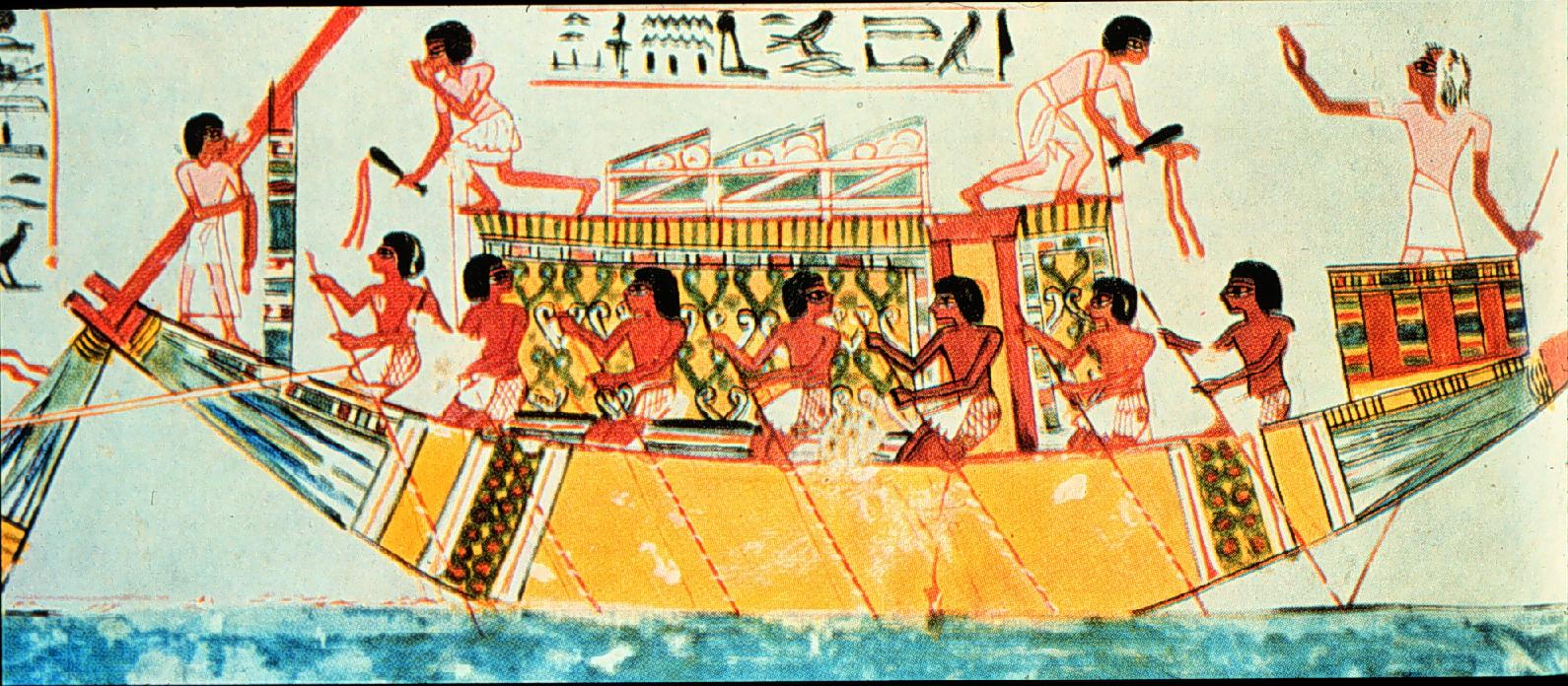
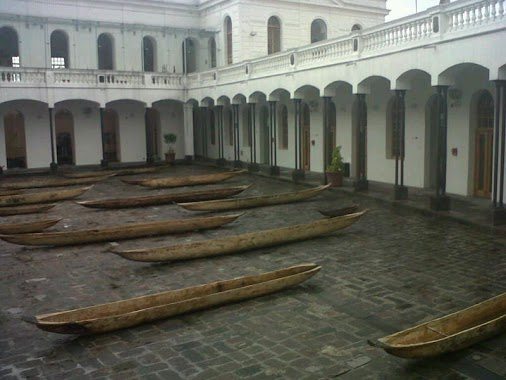
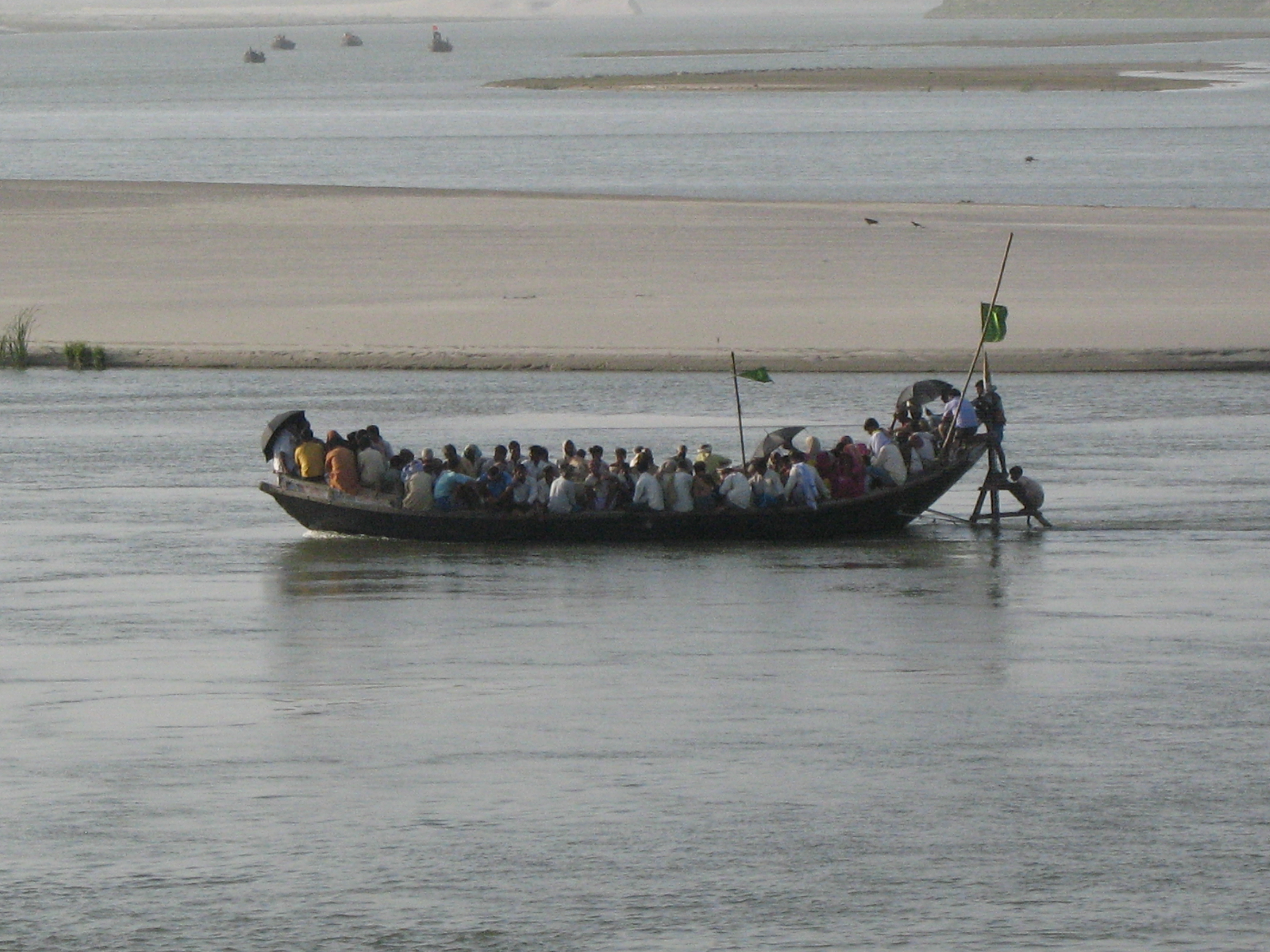
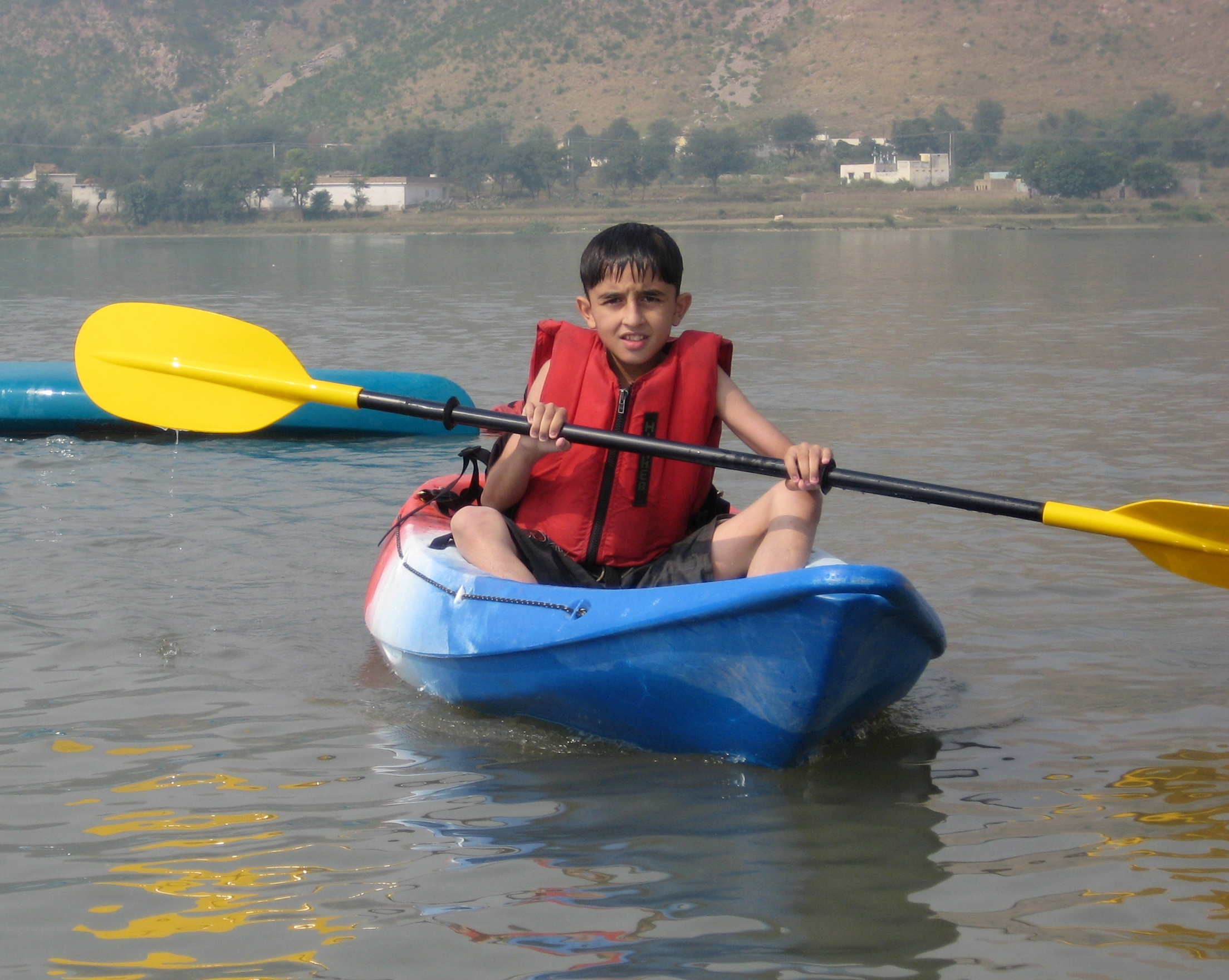
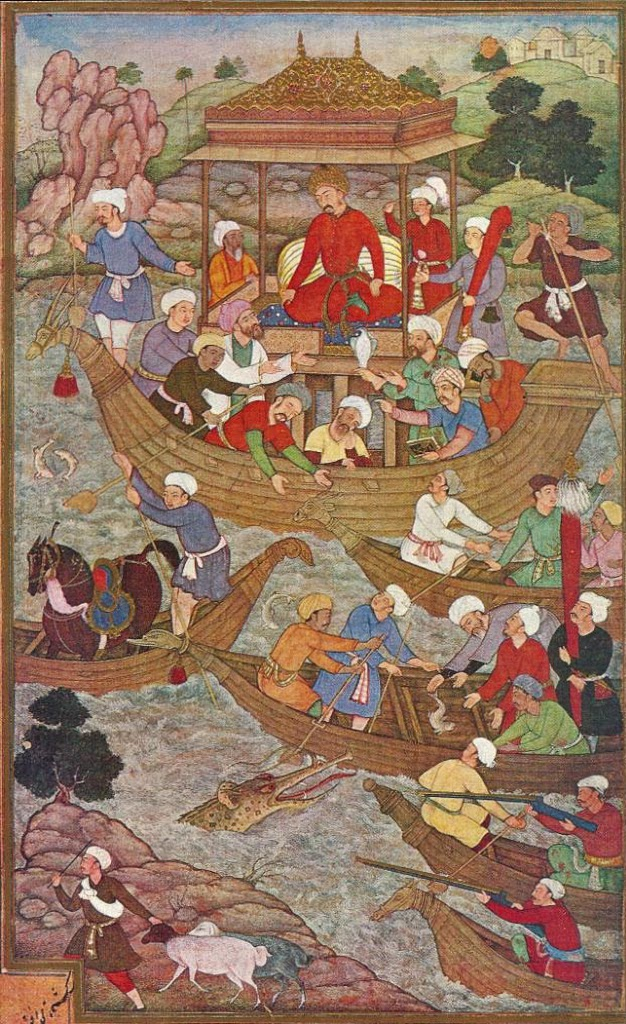
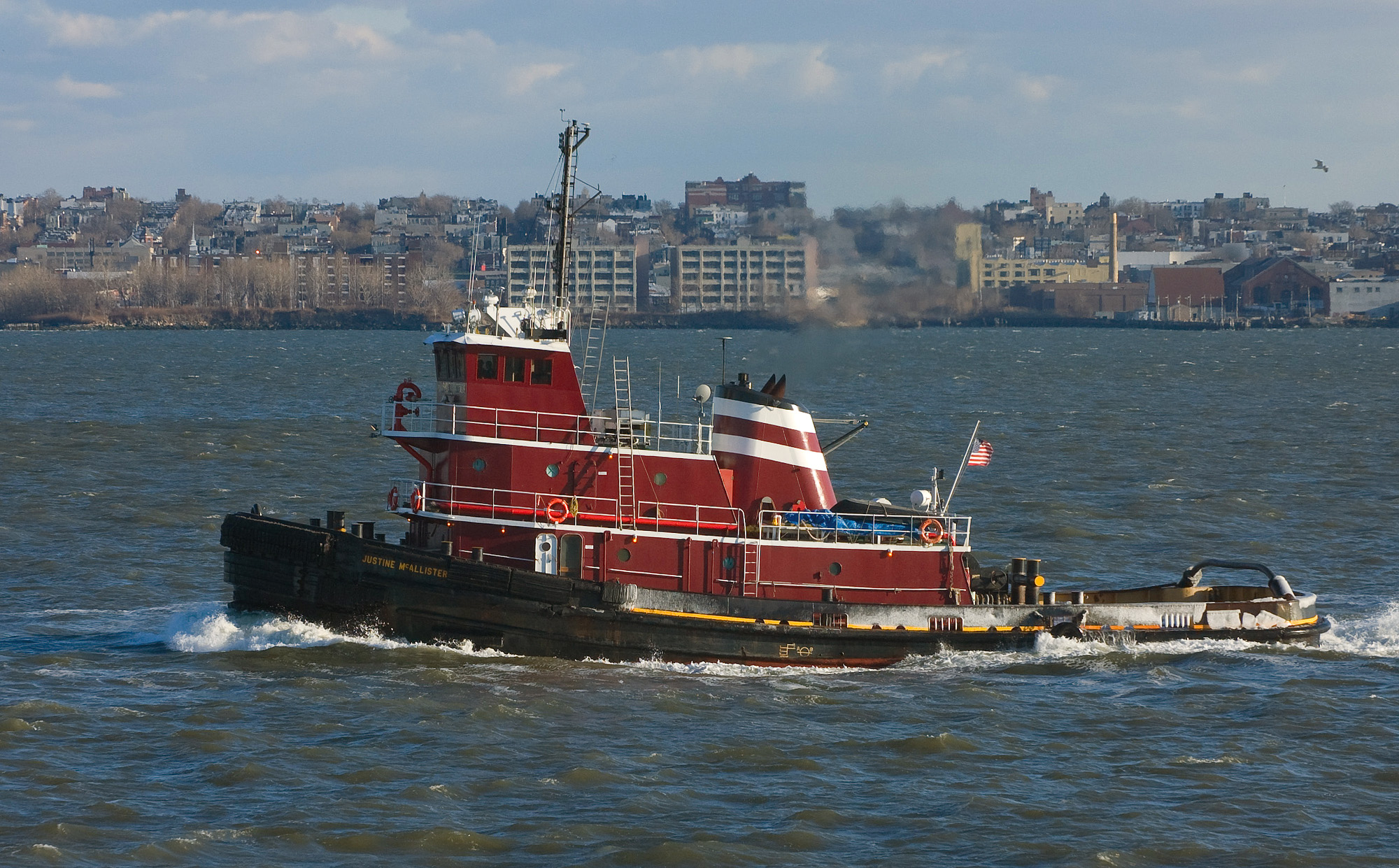
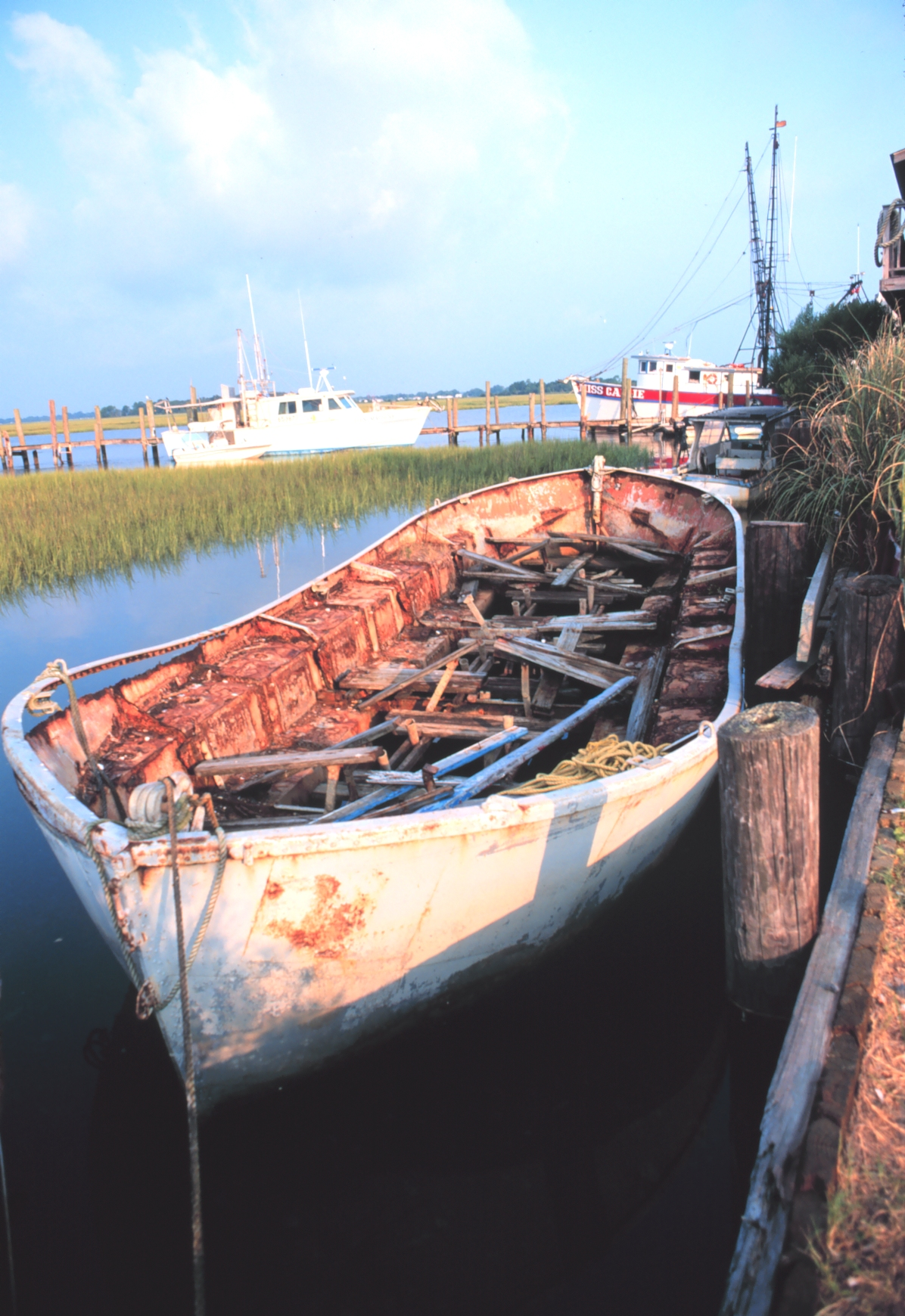
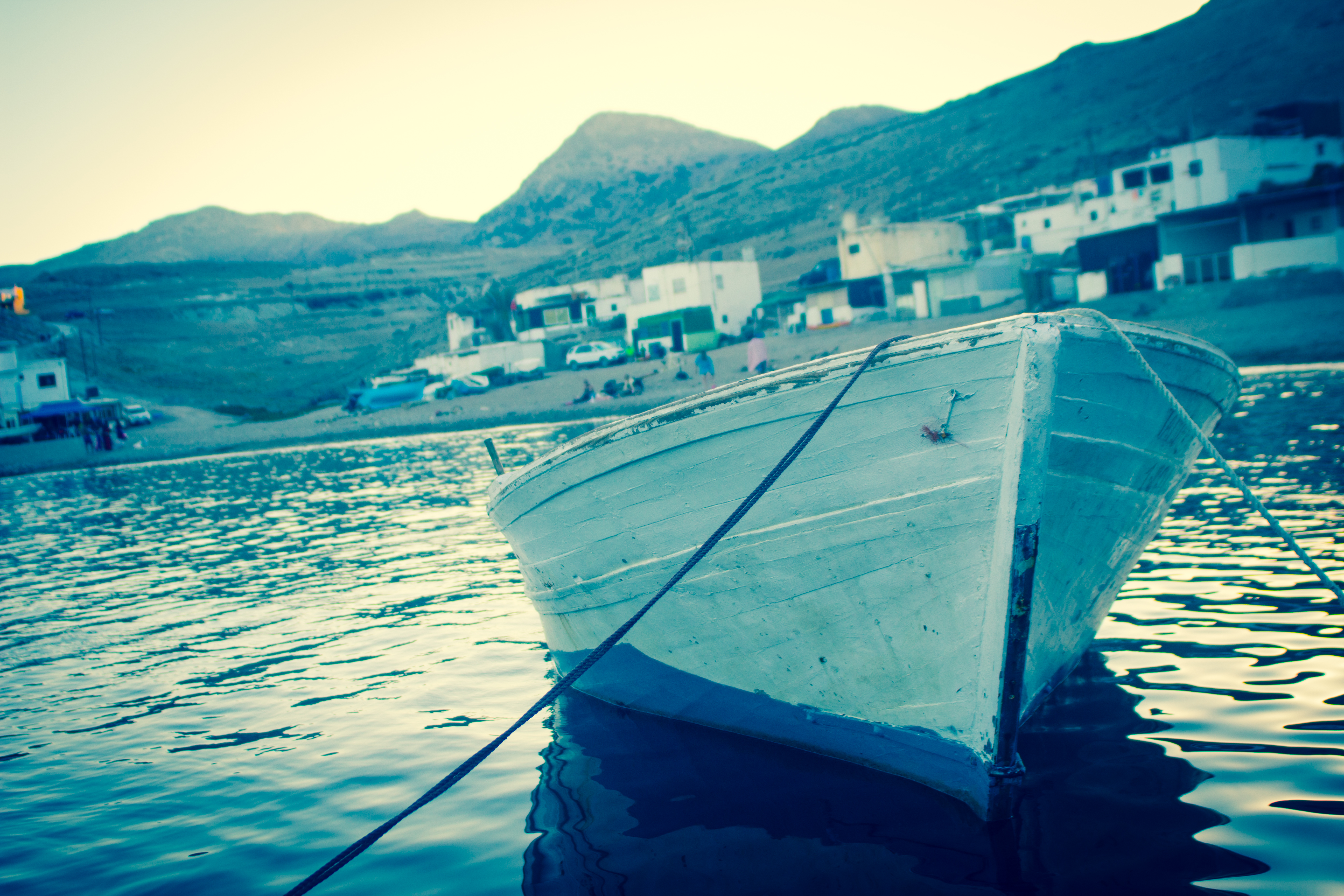
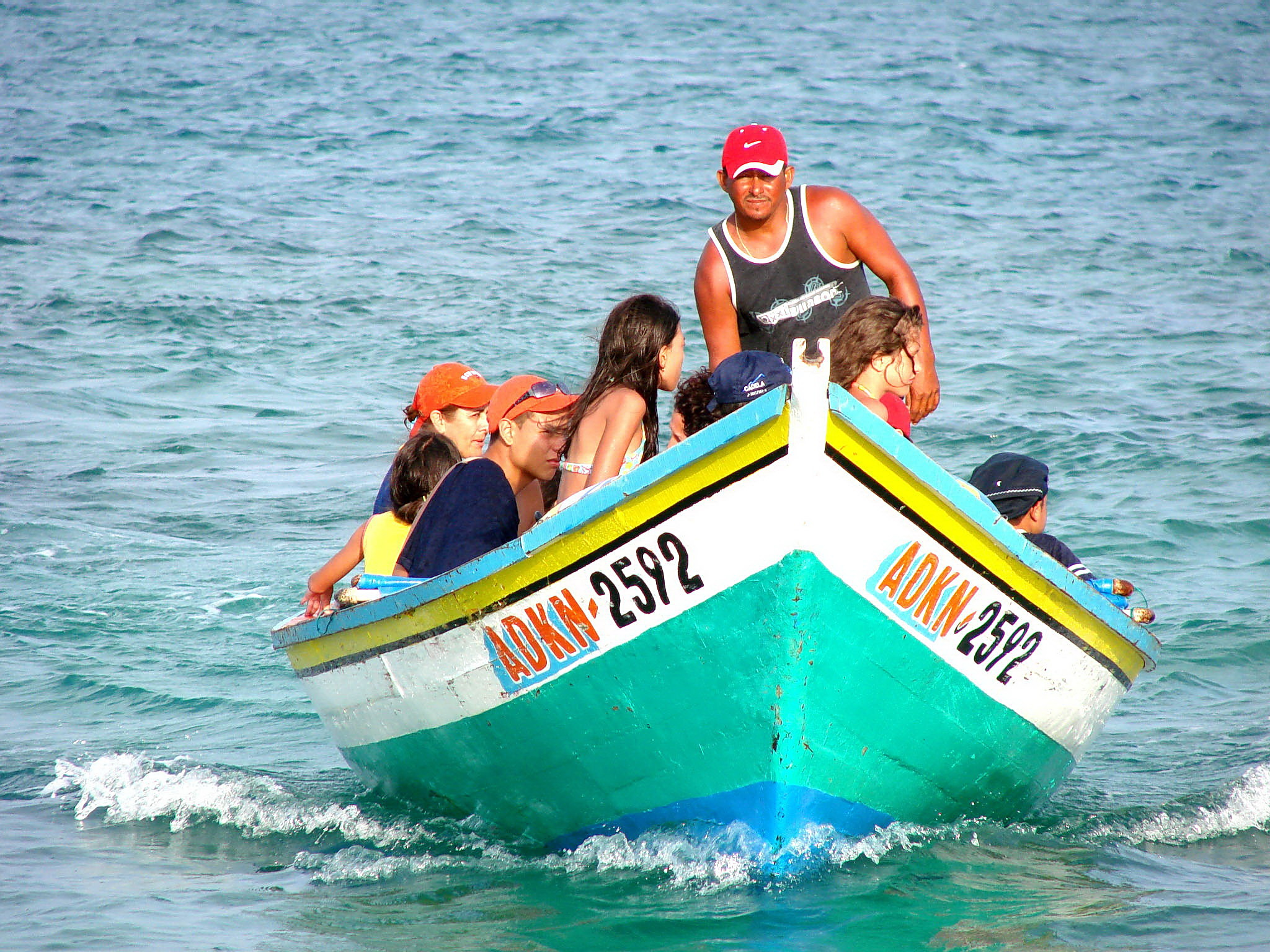
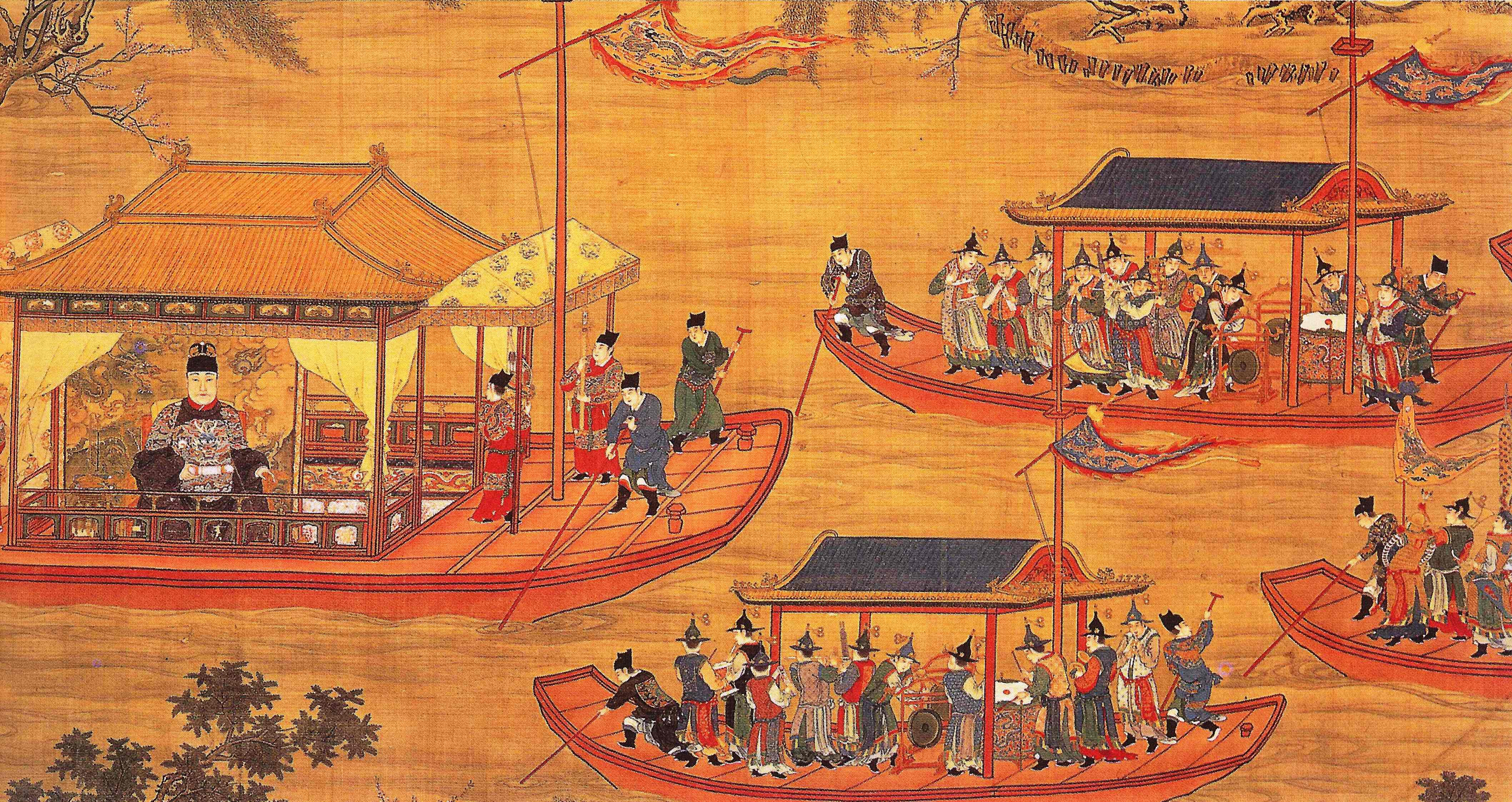

## 外部連結
- 帆船資料庫